# Contexto computacional
Contexto computacional é uma área de estudos da ciência da computação que tem por objeto o estudo do contexto onde serão inseridos dispositivos sensíveis a captura de dados de um determinado ambiente para tomadas de decisões para um usuário ou um segundo sistema computacional para que não seja necessário a intervenção manual de seres humanos.